# Kamal Chudżandi
Kamal Chudżandi (pers. ‏کمالالدین مسعود خُجندی‎, tadż. Камоли Хуҷандӣ; ur. 1321 w Chodżencie, obecnie stolica wilajetu sogdyjskiego, zm. 1401 w Tebrizie) – perski i tadżycki poeta, przeważnie liryk, znany jako mistrz gazeli. Jego twórczość była przejęta ideami sufizmu. Zmarł w biedzie. Na cześć Chudżandiego nazwano teatr w Chodżencie oraz muzeum w Duszanbe.